# ناصر الدين القصري محمد بن أحمد
ناصر الدين القصري محمد بن أحمد، وأيضا ناصر القصري، هو الابن الأصغر للسلطان أحمد الوطاسي، سلطان فاس.
سقط السلطان أحمد سنة 1545، أسيرا في يد منافسيه الشرفاء السعديين في جنوب البلاد. قرر خلفه، علي أبو حسون، الوصي عن الابن ناصر القصري، مبايعة العثمانيين من أجل الحصول على دعمهم.
استبعد من الحكم من طرف الوصية من 1545 حتي 1547 خلال حبس والده من قبل السعديين.

## هوامش
1. 1 2 3  A history of the Maghrib in the Islamic period by Jamil M. Abun-Nasr p. 155ff نسخة محفوظة 05 أبريل 2015 على موقع واي باك مشين.